# Лайнештрассе (станция метро)
«Лайнештрассе» (нем. Leinestraße) — станция Берлинского метрополитена. Расположена на линии U8 между станциями «Боддинштрассе» (нем. Boddinstraße) и «Херманштрассе» (нем. Hermannstraße). Станция находится в районе Берлина Нойкёльн, расположена на пересечении улиц Херманштрассе и Лайнештрассе.

## История
Станция открыта 4 августа 1929 года. Во время Второй мировой войны оборотные тупики за станцией использовались как бомбоубежище. С апреля по 17 мая 1945 года станция была закрыта.

## Архитектура и оформление
Двухпролётная колонная станция мелкого заложения, архитекторы — Альфред Гренандер и Альфред Фезе. Для отделки станции использована светло-зелёная кафельная плитка. Два выхода расположены по обоим концам платформы.